# Європейський регіон Всесвітньої організації скаутського руху
Європе́йський регіо́н (англ. European Scout Region) — це складова частина Всесвітньої організації скаутського руху зі штаб-квартирою у Женеві (Швейцарія) та двома регіональними філіями у Брюсселі (Бельгія), що спеціалізується на зовнішніх відносинах та співпраці, та у Белграді (Сербія), що займається підтримкою національних скаутських асоціацій у Південно-Східній Європі.

## Структура

### Країни-учасниці
Європейський регіон складається з 40 скаутських організацій, що входять до Всесвітньої організації скаутського руху, і забезпечує діяльність скаутського руху у Західній та Центральній Європі, не включаючи колишніх радянських республік — Азербайджан, Білорусь, Вірменію, Грузію, Молдову, Росію та Україну, проте включаючи Кіпр (географічно не є частиною Європи) та Туреччину (яка лежить на двох континентах) через культурні причини, та Ізраїль — через політичні.
Всі колишні комуністичні країни Центральної та Східної Європи і Радянського Союзу вже розвинули або розвивають скаутинг на хвилі відродження в регіоні. До них належать Албанія, Болгарія, Східна Німеччина, Угорщина, Польща, Румунія та країни-наступниці Чехословаччини, Югославії, а також Балтійські держави. З них Польща, Чехія та Угорщина досягнули найбільших успіхів у відродженні і розвитку власних скаутських рухів завдяки існуванню у діаспорі власних «організації у екзилі».

### Керівництво
Європейська скаутська конференція (англ. European Scout Region Conference) — загальні збори національних скаутських організацій Європи, що вибирають комітет.
Члени Європейського скаутського комітету (англ. European Scout Region Committee) :
- Голова: Крейґ Турп'є (Велика Британія)
- Маріо Кріштоу (Кіпр)
- Жоао Армандо Перейра Ґонсалес (Португалія)
- Паоло Фіора (Італія)
- Зоріца Скакун (Сербія)
- Генрік Зодерман (Фінляндія)

Голова Європейського регіону — Девід Маккі.
Європейські скаутські регіональні офіси (англ. European Scout Region Offices) у Женеві, Брюсселі та Белграді.

Європейські скаутські регіональне керівництво та робочі групи (англ. European Scout Region Core & Working Groups).

### Субрегіональні групи
- Deutschsprachige Konferenz der Pfadfinderverbände — конференція німецькомовних скаутів та гайдів.
- Nordisk Samarbeidskomité — комітет співпраці скандинавських скаутських організацій.
- Скаути та гайди Чехії, Угорщини, Польщі та Словаччини кооперуються у організації Центральноєвропейських джемборі.

### Скаутські групи, керовані напряму ВОСР
Потреба існування скаутингу у незвичних ситуаціях створила деякі цікаві утворення, адміністровані безпосередньо зі Всесвітнього скаутського бюро. Багато років діяли «Бойскаути Організації об'єднаних націй» у Женеві, разом з ними — 84 скаути з «Скаути Європейського союзу вугілля та сталі», попередника сучасного ЄС.

## Заходи

### Європейське скаутське джемборі
Європейський регіон ВОСР є організатором Європейського скаутського джемборі (англ. European Scout Jamboree), яке організовувалося двічі, у обох випадках — як тест до Світового скаутського джем борі (англ. World Scout Jamboree), котрі організовувалися у тих самих країнах за кілька років. Європейські джемборі спрямовані на молодь віком від 11 до 17 років, однак багато дорослих залучені як скаут-лідери для служби у Команді міжнародної служби (англ. International Staff/Service Team)
Попередні Європейські скаутські джемборі:
- 1-ше Європейське скаутське джем борі у Dronten, Нідерланди, 1994
- 2-ге Європейське скаутське джем борі у Hylands Park (Chelmsford, Велика Британія), 2005

Європейське скаутське джемборі 2005 (англ. EuroJam 2005) відбувалося літом 2005 року та тривало 12 днів — від 29 липня до 10 серпня, у Hylands Park, Chelmsford, Essex, біля Gilwell Park, на місці важливого таборового та навчального центру для скаутських лідерів. Близько 10 000 скаутів із 40 країн взяли участь у джемборі. Воно вважається найбільшим скаутським зібранням Європи за більш, ніж 10 років, та 50 років у Великій Британії. [джерело?] Це був також «холостий хід» для команди організаторів 21 світового скаутського джемборі, що дало можливість випробувати багато аспектів майбутнього заходу, таких як транспортні питання, потрібна інфраструктура та логістика.

### Roverway
Roverway чи Мандрівка — спільний захід Європейського регіону ВОСР та Європейського регіону Всесвітньої асоціації дівчат-гайдів та дівчат-скауток (WAGGGS). Участь у ньому можуть узяти молоді люди віком від 16 до 22 років. Захід був вперше проведений у 2003 і, як правило, складається із 2 етапів: «мандрівка» малими групами скаутів власним маршрутом до головного табору, який є другою частиною заходу.
Минулі та плановані Мандрівки:
- Мандрівка 2003 у Leiria, Португалія; гасло: «Люди в русі»(«People in motion»)
- Мандрівка 2006 у Флоренції, Італія; гасло: «Не бійся ділитися» («Dare to share»)
- Мандрівка 2009 у Úlfljótsvatn Scout Center, Ісландія; гасло: «Відкривайся» («Open up»)

## Європейські країни без скаутингу

### Андорра
Андорра — одна із всього шести незалежних країн, у котрих немає скаутингу. Населення є досить великим для існування скаутингу, проте скаутська асоціація крихітного анклаву на Піренеях неактивна із 1980-х, і станом на зараз скаутського руху там немає.

### Ватикан
Наскільки відомо, у Ватикані ніколи не існувало скаутської організації. Діти мирян — мешканців Ватикану — можуть належати до скаутських частин Риму, котрий зовсім поряд. У 1986 р. Папа Іван Павло ІІ отримав відзнаку Дерев'яної дощечки (англ. Wood Badge) як почесний лідер Асоціації католицьких скаутів Італії (італ. Associazione Guide e Scouts Cattolici Italiani (AGESCI))

## Європейський скаутинг поза ВОСР
Також дві інші багатонаціональні європейські скаутські організації існують на одній географічній площині і не пов'язані із ВОСР. Йдеться про Європейську конфедерацію скаутингу (фр. Confédération Européenne de Scoutisme) та Міжнародне об'єднання скаутів та гайдів Європи (фр. Union Internationale des Guides et Scouts d'Europe).